# Federación Argentina de Football
A Federación Argentina de Football foi uma liga dissidente, não reconhecida, na época, pela FIFA, desmembrada da Asociación Argentina de Football, que organizou campeonatos de futebol paralelos entre 1912 e 1914. Estes campeonatos foram reconhecidos, após a fusão, pela antecessora da Asociación del Fútbol Argentino (AFA), e os vencedores dos jogos da Primeira Divisão, receberam de forma simbólica e retroativa a Copa Campeonato, consequentemente seus campeonatos são oficiais para o órgão regulador.

## Competições

### Primeira Divisão
| Temp. | Campeão                      | Vice-campeão                 | Terceiro colocado            |
| ----- | ---------------------------- | ---------------------------- | ---------------------------- |
| 1912  | Porteño (20)                 | Independiente (20)           | Estudiantes de La Plata (19) |
| 1913  | Estudiantes de La Plata (31) | GEBA (28)                    | Argentino de Quilmes (27)    |
| 1914  | Porteño (24)                 | Estudiantes de La Plata (21) | Independiente (19)           |

### Segunda Divisão
Denominada División Intermedia.
| Temp. | Campeão                | Vice-campeão      | Terceiro colocado |
| ----- | ---------------------- | ----------------- | ----------------- |
| 1912  | Tigre                  | Hispano Argentino | Desconhecido      |
| 1913  | Floresta               | General Belgrano  | Não houve         |
| 1914  | Defensores de Belgrano | Burzaco           | Não houve         |

### Terceira Divisão
Denominada Segunda División.
| Temp. | Campeão                     | Vice-campeão                 | Terceiro colocado |
| ----- | --------------------------- | ---------------------------- | ----------------- |
| 1912  | Tigre II "B"                | Argentino de Vélez Sarsfield | Não houve         |
| 1913  | Estudiantes de La Plata III | Desconhecido                 | Desconhecido      |
| 1914  | Tigre Juniors               | Desconhecido                 | Desconhecido      |

### Quarta Divisão
Denominada Tercera División
| Temp. | Campeão            | Vice-campeão | Terceiro colocado |
| ----- | ------------------ | ------------ | ----------------- |
| 1912  | GEBA III           | Desconhecido | Desconhecido      |
| 1913  | Solís              | Desconhecido | Desconhecido      |
| 1914  | Vélez Sarsfield II | Desconhecido | Desconhecido      |